# Luis Arcaraz
Luis Arcaraz Torrás (Città del Messico, 5 dicembre 1910 – Matehuala, 1º giugno 1963) è stato un pianista, compositore, direttore d'orchestra, arrangiatore e cantante messicano; una delle figure più importanti della stazione radio XEW, morì tragicamente in un incidente d'auto, il 1º giugno 1963 vicino Matehuala, San Luis Potosí, Messico.

## Primi passi
Già in giovane età espresse la sua inclinazione verso la musica, già nell'anno scolastico, prima che i suoi compagni dimostrassero il loro talento in questa vocazione. Luis Arcaraz Chopitea, suo antenato, possedeva una società di zarzuela ed il Teatro Principal, in quel momento il più richiesto dal pubblico. Anni dopo questo teatro subì i rigori di un incendio devastante. Trasferito in Spagna, su richiesta del suo progenitore ed essendo molto giovane, studiò composizione, armonia, arrangiamenti e direzione orchestrale.
Ritornato in patria, rimasto orfano in tenera età, dovette affrontare le esigenze di routine facendo il bibliotecario, venditore ambulante e novillero (torero debuttante), fino a quando decise di dedicarsi interamente all'attività musicale. Con la formazione di un piccolo gruppo, realizzò, nel 1928, una presentazione al Teatro Palma di Tampico, Tamaulipas. Il gruppo ebbe una buona accoglienza e così furono ingaggiati dalle stazioni radio. Questo diede un grande impulso alla sua carriera, che permise al 
novello musicista di avere contatti con altri artisti in formazione come Gonzalo Curiel e Agustín Lara, che in seguito si distinsero nel campo della recitazione e, soprattutto, della musica.

## L'orchestra ufficiale
Negli anni seguenti, a partire dal 1932, si dedicò alla presentazione di riviste musicali teatrali, alternandosi con Agustín Lara e Gonzalo Curiel e nel 1938, strutturò ufficialmente la sua orchestra di danza e jazz. Incontrò Mario Molina Montes con il quale compose la canzone "Quinto patio", tema del film omonimo, interpretato da Emilio Tuero. In seguito entrambi gli artisti collaborarono alla composizione di molti brani musicali. Da questo rapporto professionale sono emersi temi come "Viajera", con musiche di Arcaraz e testi di Molina Montes. Questa composizione cantata da Arcaraz, accompagnato dalla sua orchestra, è un tipico blues in spagnolo; come "Muñequita de Esquire" e "Sombra verde". "Muchas gracias mi amor" composta con Mario Molina Montes il 1º agosto 1950, fu il regalo di nozze per María de la Paz Genesta, che sposò il giorno dopo.
"Prisionero del mar", di Luis Arcaraz e Ernesto Cortázar, fu una canzone modificata in ritmo di bolero per il film "La liga de las canciones" (1941), una commedia musicale. Era cantata da Ramón Armengod, protagonista del film, insieme a Mapy Cortés, Jorge "Che" Reyes e Fernando Cortés. Quando fu registrato per la RCA Victor, fu pubblicato come brano solista strumentale e in ritmo combinato di bolero e jazz. È anche nota una terza versione cantata in inglese dall'attrice Evangelina Elizondo, con l'accompagnamento dell'orchestra di Luis Arcaraz. Vocalizzato il tema principale, segue un “vivace” rullo di batteria, che porta ad un singolo sassofono tenore e nuovamente al vibrante jazz.
Con Ernesto Cortázar ha composto anche i bolero "El que pierde una mujer", "Que pronto pasó" e "Alma de mi alma".

## Orchestrazione
Nell'orchestrazione di Luis Arcaraz si nota l'influenza ritmica e strumentale della scuola tradizionale del jazz classico, in particolare Glenn Miller e Benny Goodman.
In questa orchestrazione la combinazione di clarinetti e sassofoni svolgeva un ruolo di primo piano, senza compromettere assolutamente la partecipazione dei restanti strumenti dell'orchestra, sia trombe che tromboni con armonia precisa e buon gusto, uso del sordino nelle trombe; il pianoforte, il basso, oltre alle preziose risorse delle appropriate percussioni, aggiungendo l'uso di maracas e bongo nell'interpretazione dei bolero. Come esempio menzioneremo il bolero "Di que no", di Fuentes e Cervantes.
Anche se Luis Arcaraz intrepertó con la sua voce molte delle sue canzoni, la sua orchestra accompagnato anche molti altri cantanti che erano emersi in quegli anni, come nel caso di María Victoria, con la quale ha inciso canzoni come "Soy feliz", un bolero di John Bruno Tarraza e "Todavía no me muero", bolero di Claudio Estrada. Oltre a “Dancero”, di Daniels, Parker e De Llano; “Mucho, mucho” di Russell, Espina e De Llano e “De la pobreza a la riqueza”, di Adler, Ross e De Llano.
Nell'interpretazione di canzoni proprie di genere jazz, Arcaraz seppe armonizzare con ogni abilità ogni interpretazione, sviluppando ingegnosamente un passaggio soave, molto piano, così come un crescendo, per poi raggiungere un apice vibrante, a seconda delle esigenze interpretative della composizione.
In altri generi come il bolero, adattò l'orchestrazione allo sviluppo tradizionale di questo ritmo, fino a diventare un innovatore, insieme a molti altri, come Rafael de Paz e Pablo Beltrán Ruiz, per citare due esempi, nell'interpretazione del genere Bolero con uno stile molto caratteristico delle orchestre messicane. Questo stile ricevette una buona accoglienza all'interno del pubblico.
Oltre a questo coltivava anche, seppur discretamente, il genere del mambo. Ad esempio abbiamo le canzoni "Arcaraz mambo", un brano strumentale di sua ispirazione e "Trumpet mambo", di Dámaso Pérez Prado.

## Interpreti
Le sue canzoni furono registrate da personalità del tempo come Jorge Negrete, le Hermanas Águilas, Antonio Badú, Juan Arvizu, Pedro Vargas, Chucho Martínez Gil, Germán Valdés “Tin Tan”, così come da gruppi musicali tra cui la Sonora Santanera, la Sonora Siguaray e diversi gruppi tropicali influenzati dai compositori del momento come Agustín Lara, Gonzalo Curiel e, naturalmente, lo stesso Luis Arcaraz. Arcaraz fu un fedele esponente dell'età dell'oro della musica romantica del Messico.

## Cinema
Nella cinematografia messicana ha partecipato con la sua orchestra ad innumerevoli film come:
- “La liga de las canciones”  (1941);[5]
- “Músico poeta y loco”  (1947);[6] en la que comparte con Germán Valdés,
- “El amor no es ciego” (1950);[7]
- “La reina del mambo”  (1951);
- “Mujeres de teatro”  (1951);[8]
- “Acapulco” (1952);[9]
- “Cantando nace el amor” (1954);[10]
- “Al son del charleston” (1954); “Cuando México canta” (1958)[11]
- “Música en la noche” (1958).

In "La reina del mambo", una commedia musicale con María Antonieta Pons e Gustavo Rojo, ha eseguito vari numeri di danza. In "Cantando nace el amor", diretto da Miguel M. Delgado, con Raúl Martínez e Elsa Aguirre, si è alternato con Agustín Lara e la sua orchestra solista, con Dámaso Pérez Prado e la sua orchestra e con il trio di voci e chitarre “Los Panchos”.
Nella sua relativamente breve esistenza Luis Arcaraz ha sviluppato una grande attività nel campo dell'intrattenimento e ha viaggiato con la sua orchestra in quasi tutta l'America Latina e le sue principali capitali, Buenos Aires, Lima, Quito, Montevideo, L'Avana, San Juan di Porto Rico, Città di Panama, Caracas e Maracaibo in Venezuela. La stessa cosa anche negli Stati Uniti e in Canada. A Monterrey, in Messico, ci fu un periodo importante in cui alternò le presentazioni in un locale della città con attività ricreative.

## Discografia
- Viajera - M. Molina M. e Arcaraz
- Prisionero del mar - Cortázar e Arcaraz
- Muñequita de Esquire - M. Molina M. e Arcaraz
- Homenaje a Glenn Miller - (Mezcla de temas)
- Historia de un amor - Carlos Eleta Almarán
- Caravan - Mills e Ellington
- September song - Anderson e Weill
- Que vuelva a mí - Luis Demetrio
- Jealousy - Gade e Bloom
- Laura - Mercer e Raksin
- Quinto patio - M. Molina M. e Arcaraz
- Que pronto pasó - Arcaraz
- Tabú - Margarita Lecuona
- The third man - Anton Karas
- April showers - DeSylva e Silvers
- El que pierde una mujer - Cortázar e Arcaraz
- Limelight - Charles Chaplin
- Confesión - J. Oliver
- Continental - Magidson e Conrad
- Gota por gota - M. Molina M. e Arcaraz
- Bonita - José A. Zorrilla e Luis Arcaraz

- Son dos amantes - Ricardo Andreu
- Di que no - Fuentes e Cervantes
- Stormy weather - Koetler e Arlen
- As de corazones - Arcaraz
- Buena y mala - Arcaraz
- All the things you are - Hammerstein e Kern
- Alma de mi alma - Arcaraz
- Dulce - M. Molina M. e Arcaraz
- Sombra verde - M.Molina M. e Arcaraz
- Sax cantàbile - Armando Domínguez
- Muñeco de cuerda - M. Molina M. e Rubén Fuentes
- Johnson rag - Kleinkauf e Lawrence
- Stranger in Paradise - Wright e Forrest
- El dinero no es la vida - M. Molina M. e Arcaraz
- For you - Hammerstein e Wilkison
- Superstición - M. Molina M. e Arcaraz
- Whispering - Schonberger e Coburn
- Love letters in the sand - Kenny e Coots
- A kiss to build a dream on - Kalmar e Ruby
- Soy feliz - Juan Bruno Tarraza
- Todavía no me muero - Claudio Estrada